# Pandora pinna
Pandora pinna är en musselart som först beskrevs av Montagu 1803.  Pandora pinna ingår i släktet Pandora och familjen Pandoridae. Inga underarter finns listade i Catalogue of Life.